# Schermcke
Schermcke – dzielnica miasta w Oschersleben (Bode) w Niemczech, w kraju związkowym Saksonia-Anhalt, w powiecie Börde.
Do 30 czerwca 2009 Schermcke było samodzielną gminą.